# Телеком Србија
Телеком Србија а. д. је српски телекомуникациони оператор са седиштем у Београду. Основан је у мају 1997. године као акционарско друштво, издвајањем телекомуникационих делатности из ПТТ Србија (данас Пошта Србије). У априлу 2015. Телеком Србија је почео да пружа све услуге у Србији у склопу бренда mts, односно mtel у другим земљама.
Године 2023. Телеком Србија (у комбинацији са брендом Супернова) био је највећи провајдер интернета са тржишним уделом од 55,7%, највећи провајдер у дистрибуцији медијских садржаја са 52,6% и највећа фиксна телекомуникациона мрежа са тржишним уделом од 73,5%. Такође је највећи оператор мобилне телефоније са тржишним уделом од 44,1%.
Телеком Србија обезбеђује покривеност од 99,38% становништва 2Г сигналом, 97,25% становништва 3Г сигналом и 98,35% становништва 4Г сигналом, према последњем важећем извештају РАТЕЛ-а из 2023. На крају 2023. Телеком Србија је имао 11,4 милиона корисника у свим земљама у којима послује.

## Историја
1997. - У процесу трансформације ПТТ система Србијегодине основана је компанија „Телеком Србија“ а.д. Београд. Јуна исте године је постала власништво три акционара: 
ЈП ПТТ саобраћаја „Србија“ (данас ЈП „Пошта Србије“), Телеком Италија (Telecom Italia) и OTE Грчка.
1998. - Компанија почиње са пружањем услуга мобилне телефоније.
2003. - JP ПТТ саобраћаја „Србија“ (данас ЈП „Пошта Србије“) је постала власник 80% удела, откупом акција од италијанског партнера Telecom Italia.
2006. - Počinje se sa uvođenjem 3G tehnologije i pružanjem usluga ADSL Interneta.
2007. - Компанија се регионално проширила у БиХ и Црну Гору и тада су основане Телекомуникације Републике Српске а.д. Бања Лука (мтел а.д. Бања Лука) и Друштво за телекомуникације мтел д.о.о. Подгорица.
2008. - Телеком Србија уводи ИПТВ, дигиталну телевизију. Спроведена је реорганизација у складу са применом концепта конвергенције сервиса. Исте године основано је Друштво за телекомуникације ФиберНет д.о.о. Подгорица.
2011. - У августу je компанија постала већински власник Друштва за телекомуникације HD WIN д.o.o. Београд (ТВ канали Арена спорт).
2012. - У јануару je компанија постала власник 20% акција основног капитала, које су до тада биле у власништву OTE Грчка.
Грађани, запослени и бивши запослени "Телеком Србија" а.д. Београд, сагласно одредбама Закона о праву на бесплатне акције и новчану накнаду коју грађани остварују у поступку приватизације ("Службени гласник РС", бр. 123/07, 30/10 и 115/14) и Одлуке Владе Републике Србије о преносу акција без накнаде грађанима - носиоцима права, запосленима и бившим запосленима Предузећа за телекомуникације "Телеком Србија" а.д. ("Службени гласник РС", бр. 41/12), постали су власници 21,89% акција ,,Телеком Србија" а.д. Београд, издатих без номиналне вредности.
2014. - У децембру, компанија стиче власништво над 55,79% акција Дунав банке а.д. Београд (сада мтс банка а.д. Београд).
2015. - У априлу компанија спроводи интеграцију својих услуга: мобилне, фиксне, Интернета и мултимедије у јединствени мтс бренд. Истог месеца, уведена је и нова ЛТЕ (4Г) технологија.
У складу са Бриселским споразумом и Акционим планом из области телекомуникација, у октобру je сновано Привредно друштво мтс Д.О.О, ради обављања телекомуникационе делатности на подручју Косова и Метохије.
2016. - У марту je Телеком Србијa основао компанију мтс Антена ТВ д.о.о. Београд.
2017. - У мају компанија приступа Друштву за пројектовање и изградњу информационих система YUNET INTERNATIONAL d.o.o. Beograd.
2018. - У новембру je Телеком Србија постао власник Kopernikus technology д.о.о. Београд, у децембру компаније AVCOM д.о.о. Београд
2019. - У јануару је Телеком Србија постао власник компанија Радијус вектор д.о.о. Београд и МАСКО д.о.о. Београд. 
У априлу постаје власник у 100% удела у Предузећу за промет, услуге, инжењеринг и телекомуникације "BPP ING" д.о.о. Гроцка. 
У јуну стиче власништво над 100% удела у "Telemark Systems" д.о.о. Чачак. 
У јулу стиче власништво над 100% удела у "ЕXЕ NЕТ" д.о.о. Ниш. 
У септембру компанија постаје власник у 100% удела у „Preduzeće METEOR SAT TV“ д.о.о. Ужице.
2020. - У јулу Kopernikus technology d.o.o. Beograd спроводи поступак припајања појединих кабловских оператора на територији Републике Србије.
У септембру Kopernikus technology d.o.o. Beograd врши промену пословног имена и наставља пословање под називом MOJA SUPERNOVA d.o.o. Београд.
Током октобра и новембра MOJA SUPERNOVA d.o.o. Београд наставља са спровођењем поступка припајања кабловских оператора на територији Републике Србије.
2021. - У јуну је окончан поступак припајања зависног друштва MOJA SUPERNOVA d.o.o. Београд. Истог месеца је окончан поступак припајања зависног друштва мтс банка а.д. Београд, Банци Поштанска Штедионица а.д. Београдна на основу којег је „Телеком Србија“ а.д. Београд стекао 10,08% учешћа у акцијском капиталу Банке Поштанска Штедионица а.д. Београд. Истог месеца окончан је поступак припајања зависног друштва Моја Супернова д.о.о. Београд.
У јулу оснива привредно друштво у Македонији MTEL DOOEL Skoplje.
У августу је основано Друштво за управљање алтернативним инвестиционим фондовима ТС Вентурес д.о.о. Београд. У новембру је окончан поступак припајања зависног друштва мтс АнтенаТВ д.о.о. Београд- Нови Београд.
Након издавања Једанаесте емисије обичних акција Банке Поштанска штедионица а.д. Београд у децембру, учешће Телеком Србија а.д. Београд у капиталу наведене банке износи 9.52%.
2023. – Након издавања Тринаесте емисије обичних акција Банке Поштанска штедионица а.д. Београд у јуну, учешће „Телеком Србија“ а.д. Београд у капиталу наведене банке износи 7.47%. У јулу компанија стиче власништво над 100% удела у привредном друштву GLOBALTEL d.o.o. Београд. У децембру је окончан поступак припајања зависног друштва GLOBALTEL d.o.o. Београд.

## Услуге и пословање
Мобилна мрежа Телекома Србија је основана 9. јуна 1997. године. Компанија је почела да пружа услуге мобилне телефоније 1998. године. 3Г технологија и услуга ADSL интернета су уведени 2006, мултимедијални сервиси (IPTV) 2008. године, а 2015. је уведена LTE (4G) технологија. Данас компанија Телеком Србија пружа следеће услуге:
- Фиксна телефонија (аналогне фиксне линије (PSTN) и IP телефонија))
- Мобилне услуге (GSM, UMTS, LTE) – лоw и медиум спеед мобилних мрежа (2G и 2.5G), високе брзине (>256 Кб/с) ...
- Интернет (кабловски, DSL, оптички и мобилни)
- Интегрисане услуге (BOX/BIY BOX пакети, Супер/Биз Супер ПЛАН пакети)
- Дигитална телевизија (кабловска, IPTV, сателитска)
- ICT сервиси и пословна решења (Дигитални Старт - МТС Пословни Дигитални Екосистем за Вашу Компанију, Дигитална Безбедност - Заштитите Вашу Пословну Мрежу (мтс.рс), Дигитално пословање | мтс - Твој свет и Дигитална решења на захтев | мтс - Твој свет)
- ИоТ решења (телеметрија, пољопривреда, надзор објеката, паметне канцеларије, CSASDA as а Service, мтс IoT | мтс - Твој свет)
- Производња и дистрибуција видео садржаја

## Подаци о фиксној телефонији
Телеком Србија има 1,8 милиона приватних и око 297 хиљада пословних корисника и највећи је оператор у Србији по броју корисника услуга фиксне телефоније, са учешћем на тржишту од 73,5% (податак из 2023).

## Подаци о мобилној мрежи
Позивни бројеви мтс мреже су 064 (међународни: +381 64), 065 (међународни +381 65) и 066 (међународни +381 66). Телеком Србија има 4,2 милиона корисника и највећи је мобилни оператор у Србији по броју корисника услуга мобилне телефоније, са учешћем на тржишту од 45%.
Према извештају регулаторног тела за телекомуникације и поштанске услуге (РАТЕЛ), Телеком Србија је имао најбољи укупни резултат међу операторима у Србији, на основу укупних перформанси и рангирања мобилних мрежа у 2019. и 2020. години.

## Друштвена одговорност
Телеком Србија активно учествује у друштвено одговорним пројектима, као иницијатор и партнер. Члан је локалне канцеларије Глобалног договора Уједињених нација и следи циљеве одрживог развоја у оквиру Агенде 2030. Компанија такође учествује у раду Форума за одговорно пословање који окупља друштвено одговорне компаније у Србији. Члан је и Српског филантропског форума, кровне организације фондација и донатора Србији.

### Друштвене активности - пројекти
„Покрећемо покретаче“ је кровни програм Телекома Србија, осмишљен да мотивише институције и појединце да у свом окружењу покрећу позитивне промене. Састоји се од појединачних пројеката „Стварамо знање“, „мтс app конкурс“ и „мтс стартап убрзање“ који се организују сваке године.
Пројекат „Стварамо знање“ се спроводи кроз донације рачунарске опреме за опремање информатичких кабинета у основним школама у Србији.
„мтс app конкурс“ за израду апликација за мобилне уређаје организује се од 2011. године. Од 2017. године конкурс се реализује и у Босни и Херцеговини и Црној Гори, у организацији мтел Бања Лука и мтел Подгорица.
„мтс стартап убрзање“ Телеком Србија организује са стратешким партнером, организацијом  Стартит, као подршку изградњи стартап екосистема у Србији.

### Заштита животне средине
Компанија Телеком Србија је инвестицијом у савремене телекомуникационе технологије допринела примени чистих технологија и технологија које троше мање електричне енергије, емитују мању буку у односу на уређаје који су коришћени протеклих деценија. У оквиру кампање „мтс - Чува твој свет“ промовисане су нове постпејд тарифе, а од сваког месечног рачуна почео је да се издваја по један динар за очување природе Србије. Једна од акција која је финансирана прикупљеним новцем, а коју је препоручило Министарство за заштиту животне средине, било је чишћење канала у сливу Бељарице у близини Београда. Током децембра 2018. и јануара 2019. Телеком Србија је била покровитељ пројекта „Зелена енергија у основним школама – „ЗЕнергија свима прија“ у организацији удружења грађана Плант. Циљ пројекта је био промоција права на здраву животну средину и развијање еколошке свести ученика сеоских основних школа.

## Власничка структура
Већински власник компаније је Република Србија са 58,11% удела у власништву. Поред Републике Србије, власници капитала су Телеком Србија а.д. Београд са 20% акција, грађани Републике Србије са 14,95% и запослени и бивши запослени Телекома Србија а.д. Београд и његовог претходника са 6,94%.

## Статутарни органи
Предузеће Телеком Србија структурно чине:
- Скупштина акционара
- Управни одбор
- Извршни одбор
- Надзорни одбор
- Генерални директор

## Пословање
Поред Телекома Србија а.д. Београд као матичног привредног друштва, део Телеком Србија групе чине следећа повезана правна лица:
- „Телеком Српске“ а.д. Бања Лука,
- м:тел д.o.o. Подгорица,
- Телус a.д. Београд,
- Arena Channels Group d.o.o. Београд,
- МТЕЛ Глобал д.о.о. Београд,
- мтс д.o.o.,
- МТЕл ДООЕЛ Скопље,
- TS VENTURES  д.о.о. Београд,
- TS VENTURES FOND  д.о.о. Београд,

### Учешће у власништву
Такође, у оквиру Телеком Србија групе послују и повезана правна лица у којима „Телеком Србија“ а.д. Београд има индиректно учешће, и то:
- повезана правна лица Телеком Српске а.д. Бања Лука: мтел д.о.о. Подгорица, Логософт д.о.о. Сарајево , Мтс системи и интеграције д.о.о Београд , Блицнет д.о.о. Бања Лука , ФИНАНЦ д.о.о. Бања Лука , МТЕЛ Глобал д.о.о. Београд
- повезано правно лице Телус а.д. Београд : Телус Про д.о.о. Београд
- повезана правна лица ARENA CHANNELS GROUP d.o.o.Београд: HD-WIN Arena Sport d.o.o. Zagreb, ARENA NEWS CHANNELS д.о.о Београд, MTEL Swiss SA Женева, Швајцарска, Цирих и АЦГ д.о.о. Сарајево, rena Sport BH д.о.о. Сарајево, БиХ и ARENA SPORT д.о.о. Љубљана, Словенија
- повезана правна лица МТЕЛ Глобал д.о.о. Београд: Mtel Austria GmbH Беч, Аустрија, TS:NET B.V. Амстердам, Холандија, Link2YU Network LLC California, USA, Link2YU Network GmbH, Аустрија, MTEL Swiss SA Женева, Швајцарска и MTEL Schweiz GmbH, Цирих и MTEL Deutschland GmbH, Минхен
- повезана правна лица мтс Д.О.О.: HERC INTERNATIONAL д.о.о. Штрпце, VGN Net д.о.о. Косовска Митровица
- повезано правно лице TS VENTURES д.о.о. Београд: Алтернативни инвестициони фонд TS VENTURES FOND д.о.о. Београд.

Учешће „Телеком Србија“ а.д. Београд у капиталу повезаних правних лица:
- Телеком Српске а.д. Бања Лука - 65,00 %
- мтел д.о.о. Подгорица - 51,00 %
- Телус а.д. Београд - 100,00 %
- ARENA CHANNELS GROUP д.о.о. Београд - 100,00 %
- МТЕЛ Глобал д.о.о. Београд - 59,00 %
- мтс Д.О.О. - 100,00 %
- YUNET INTERNATIONAL д.о.о. Београд - 82,03 %
- МТЕЛ ДООЕЛ Скопље – 100%
- TS VENTURES д.о.о. Београд – 100%
- TS VENTURES FOND д.о.о. Београд – 93,38%

## Награде и признања
Кампања о безбедној употреби мобилног телефона током вожње „Када возиш, паркирај телефон!“ је 2015. године добила Националну награду за друштвено одговорно пословање Привредне коморе Србије и награду Удружења за тржишне комуникације Србије.
Пројекат „мтс app конкурс“ из 2015. године се нашао на листи европске организације за друштвену одговорност CSR Europe.
Мултимедијални пројекат „Теслин времеплов“, посвећен обележавању 160 година од рођења Николе Тесле, сврстан је међу пет најбољих пројеката из области науке и образовања у Европи на конкурсу „Excellence Awards 2016“ и освојио је „Balcannes 2017“ за најбољи регионални пројекат на Weekend Media фестивалу у Ровињу.
Компанија Телеком Србија је 2017. године добила Светосавску награду за изузетан допринос и континуирано улагање на пољу образовања. Такође, 2018. године компанија је добила орден Светог Саве првог степена за континуирано учешће у активностима Српске православне цркве.
За пројекат „Покрећемо покретаче“ и посвећеност принципима друштвено одговорног пословања Телеком Србија је 2019. године награђен једном од најзначајнијих награда за друштвено одговорно пословање коју додељује Привредна комора Србије, под називом „Ђорђе Вајферт“.